# Federal (Entre Ríos)
Pour les articles homonymes, voir Federal.
 (janvier 2012).
Si vous disposez d'ouvrages ou d'articles de référence ou si vous connaissez des sites web de qualité traitant du thème abordé ici, merci de compléter l'article en donnant les références utiles à sa vérifiabilité et en les liant à la section « Notes et références ».
Federal, est une ville de la province d'Entre Ríos en Argentine, chef-lieu du département de Federal.
La ville comptait 16 333 habitants en 2001, soit une croissance de 45,26 % par rapport à 1991.

## Personnalités liées
- Roberto Aizenberg (1928-1996), peintre et sculpteur argentin.